# Oxalis oregana
Oxalis oregana är en harsyreväxtart som beskrevs av Thomas Nuttall och Torr. & Gray. Oxalis oregana ingår i släktet oxalisar, och familjen harsyreväxter. Inga underarter finns listade i Catalogue of Life.